# Eat9
『EAT9』（イートナイン）は、1987年4月6日から1988年9月26日までテレビ朝日系列局で放送されていたテレビ朝日制作のバラエティ番組である。放送時間は毎週月曜 21:00 - 21:54 （日本標準時）。

## 概要
食をテーマにした番組で、同局で放送されていた『愛川欽也の探検レストラン』を（放送曜日、時間の変更も含め）リニューアルしたものである。この番組では初回から大規模な試食を行ったり、世界一臭い果物を試食したりと毎回衝撃的なことに挑戦した。また、当時から既に傾向が見られた子供の個食・孤食についての激論や、国内外の食の問題に関する最新情報をVTRで紹介するなどの企画もあった。
この番組のタイトルは、当時の前時間帯の裏番組であった「ETV8」（NHK教育テレビ）をもじったものであるという。
番組は基本的には生放送で、司会の愛川欽也は番組中に生放送であることをことさらに強調していた。ただし、事前収録の回も数回程度あり、番組最終回も事前収録だった。
最初の1年間は、同じく愛川が司会を務めていた『愛川欽也の探検レストラン』から引き続き麒麟麦酒（キリンビール、名目上は「キリングループ」）の一社提供で放送。この当時はエンディングで（名目上の提供スポンサーである）キリングループ各社の紹介を行っていたが、1988年4月にはキリンビール自体の提供枠が縮小したことにより、花王なども加わった複数社提供へと移行した。

## 出演者

### 司会
- 愛川欽也
- 榊原郁恵

### レギュラーメンバー
- 横山道代
- 渡辺正行
- 桂三木助
- 向井亜紀
- 小川菜摘

## テーマ曲
佐藤博の「Sweet Inspiration」（アルバム『FUTURE FILE』のCD版および同名の12インチ・シングルに収録されているバージョン）をテーマ曲に使用。他にも佐藤の「Funky Multi」（アルバム『FUTURE FILE』収録）を番組中のBGMに、「I Want To Hold Your Hand」（1987年4月 - 1988年3月）と「The Fall In Love」（1988年4月 - 1988年9月、両曲共にアルバム『SOUND OF SCIENCE』収録）をエンディングの提供クレジット用のBGMに使用していた。

## 関連書籍
- 健康・食ing・美容 愛川欽也のEAT9 （テレビ朝日、1988年、ISBN 4-88131-111-5）

| テレビ朝日系列 月曜21:00枠                     | テレビ朝日系列 月曜21:00枠            | テレビ朝日系列 月曜21:00枠                                                        |
| 前番組                                         | 番組名                                | 次番組                                                                            |
| ---------------------------------------------- | ------------------------------------- | --------------------------------------------------------------------------------- |
| 月曜ドラマ9 （1986年10月20日 - 1987年3月23日） | EAT9 （1987年4月6日 - 1988年9月26日） | 大型プライスシミュレーションゲーム とれんでぃ9 （1988年10月10日 - 1988年11月7日） |